# Brassia
Brassia – rodzaj roślin z rodziny storczykowatych (Orchidaceae). Obejmuje 69 gatunków występujących w Ameryce Środkowej i Południowej w takich krajach jak: Belize, Brazylia, Kolumbia, Kostaryka, Kuba, Dominikana, Ekwador, Salwador, Gujana Francuska, Gwatemala, Gujana, Haiti, Honduras, Jamajka, Meksyk, Nikaragua, Panama, Peru, Surinam, Trynidad i Tobago, Wenezuela oraz stan Floryda w Stanach Zjednoczonych.

## Systematyka
Rodzaj sklasyfikowany do podplemienia Oncidiinae w plemieniu Cymbidieae, podrodzina epidendronowe (Epidendroideae), rodzina storczykowate (Orchidaceae), rząd szparagowce (Asparagales) w obrębie roślin jednoliściennych.
Wykaz gatunków
- Brassia allenii L.O.Williams ex C.Schweinf.
- Brassia andina (Rchb.f.) M.W.Chase
- Brassia andreettae (Dodson) Senghas
- Brassia angusta Lindl.
- Brassia angustilabia Schltr.
- Brassia arachnoidea Barb.Rodr.
- Brassia arcuigera Rchb.f.
- Brassia aurantiaca (Lindl.) M.W.Chase
- Brassia aurorae D.E.Benn.
- Brassia bennettiorum (Dodson) Senghas
- Brassia bidens Lindl.
- Brassia bowmanni (Rchb.f.) M.W.Chase
- Brassia brachypus Rchb.f.
- Brassia brevis (Kraenzl.) M.W.Chase
- Brassia brunnea Archila
- Brassia caudata (L.) Lindl.
- Brassia cauliformis C.Schweinf.
- Brassia chloroleuca Barb.Rodr.
- Brassia chlorops Endrés & Rchb.f.
- Brassia cochlearis (H.R.Sweet) M.W.Chase
- Brassia cochleata Knowles & Westc.
- Brassia cyrtopetala Schltr.
- Brassia diphylla (H.R.Sweet) M.W.Chase
- Brassia dresslerorum Archila
- Brassia ecuadorensis (Garay) M.W.Chase
- Brassia endresii (Kraenzl.) ined.
- Brassia escobariana Garay
- Brassia euodes Rchb.f.
- Brassia farinifera Linden & Rchb.f.
- Brassia filomenoi Schltr.
- Brassia forgetiana Sander
- Brassia garayana M.W.Chase
- Brassia gireoudiana Rchb.f. & Warsz.
- Brassia glumacea Lindl.
- Brassia glumaceoides M.W.Chase
- Brassia horichii (I.Bock) M.W.Chase
- Brassia huebneri Schltr.
- Brassia iguapoana Schltr.
- Brassia incantans (Rchb.f.) M.W.Chase
- Brassia jipijapensis Dodson & N.H.Williams
- Brassia keiliana Rchb.f. ex Lindl.
- Brassia koehlerorum Schltr.
- Brassia lanceana Lindl.
- Brassia lehmannii (Garay) M.W.Chase
- Brassia macrostachya Lindl.
- Brassia maculata R.Br.
- Brassia mendozae (Dodson) Senghas
- Brassia minutiflora (Kraenzl.) M.W.Chase
- Brassia neglecta Rchb.f.
- Brassia ocanensis Lindl.
- Brassia panamensis (Garay) M.W.Chase
- Brassia pascoensis D.E.Benn. & Christenson
- Brassia peruviana Poepp. & Endl.
- Brassia pozoi (Dodson & N.H.Williams) Senghas
- Brassia pumila Lindl.
- Brassia revoluta Č.Florián
- Brassia rhizomatosa Garay & Dunst.
- Brassia rolandoi (D.E.Benn. & Christenson) M.W.Chase
- Brassia signata Rchb.f.
- Brassia suavissima Pupulin & Bogarín
- Brassia sulphurea (Rchb.f.) M.W.Chase
- Brassia thyrsodes Rchb.f.
- Brassia transamazonica D.E.Benn. & Christenson
- Brassia verrucosa Bateman ex Lindl.
- Brassia villosa Lindl.
- Brassia wageneri Rchb.f.
- Brassia warszewiczii Rchb.f.
- Brassia whewellii J.M.H.Shaw
- Brassia wyllisiana K.G.Lacerda & V.P.Castro